# Nowata (Oklahoma)
Nowata es una ciudad ubicada en el condado de Nowata en el estado estadounidense de Oklahoma. En el año 2010 tenía una población de 3731 habitantes y una densidad poblacional de 466,38 personas por km².

## Geografía
Nowata se encuentra ubicada en las coordenadas 36°41′43″N 95°38′15″O / 36.69528, -95.63750 (36.695409, -95.637546).

## Demografía
Según la Oficina del Censo en 2000 los ingresos medios por hogar en la localidad eran de $23,835 y los ingresos medios por familia eran $31,836. Los hombres tenían unos ingresos medios de $26,556 frente a los $18,989 para las mujeres. La renta per cápita para la localidad era de $12,633. Alrededor del 19.2% de la población estaban por debajo del umbral de pobreza.